# گراند لوئی
گراند لوئی (به لاتین: Grande Lui) یک کوه در سوئیس است که در کانتون وله واقع شده‌است. گراند لوئی ۳٬۵۰۹ متر بالاتر از سطح دریا واقع شده‌است.